# Tylecodon faucium
Tylecodon faucium är en fetbladsväxtart som först beskrevs av Karl von Poellnitz, och fick sitt nu gällande namn av H. Tölken. Tylecodon faucium ingår i släktet Tylecodon och familjen fetbladsväxter. Inga underarter finns listade i Catalogue of Life.